# Sytuacja prawna i społeczna osób LGBT we Francji

Tęczowa flaga w kształcie Francji

Prawa lesbijek, gejów, osób biseksualnych i transpłciowych (LGBT) we Francji są postrzegane jako tradycyjnie liberalne. Chociaż aktywność seksualna osób tej samej płci była zbrodnią, która często kończyła się karą śmierci w Ancien Régime, wszystkie przepisy dotyczące sodomii zostały uchylone w 1791 r. podczas rewolucji francuskiej. Jednak mniej znane prawo dotyczące nieprzyzwoitego obnażania, często dotyczące osób LGBT, zostało wprowadzone w 1960 r. Zostało uchylone dwadzieścia lat później.
Wiek przyzwolenia na aktywność seksualną osób tej samej płci był zmieniany więcej niż jeden raz, zanim został wyrównany w 1982 r. za prezydenta François Mitterranda. Po przyznaniu parom tej samej płci świadczeń z tytułu związków partnerskich, znanych jako pakt solidarności obywatelskiej, Francja stała się trzynastym krajem na świecie, który zalegalizował małżeństwa osób tej samej płci w 2013 roku. Przepisy zakazujące dyskryminacji ze względu na orientację seksualną i tożsamość płciową zostały uchwalone odpowiednio w 1985 i 2012 roku. W 2010 roku Francja stała się pierwszym krajem na świecie, który usunął transpłciowość z chorób psychicznych. Dodatkowo od 2017 roku osoby transpłciowe mogą zmieniać swoją prawną płeć bez poddawania się operacji.

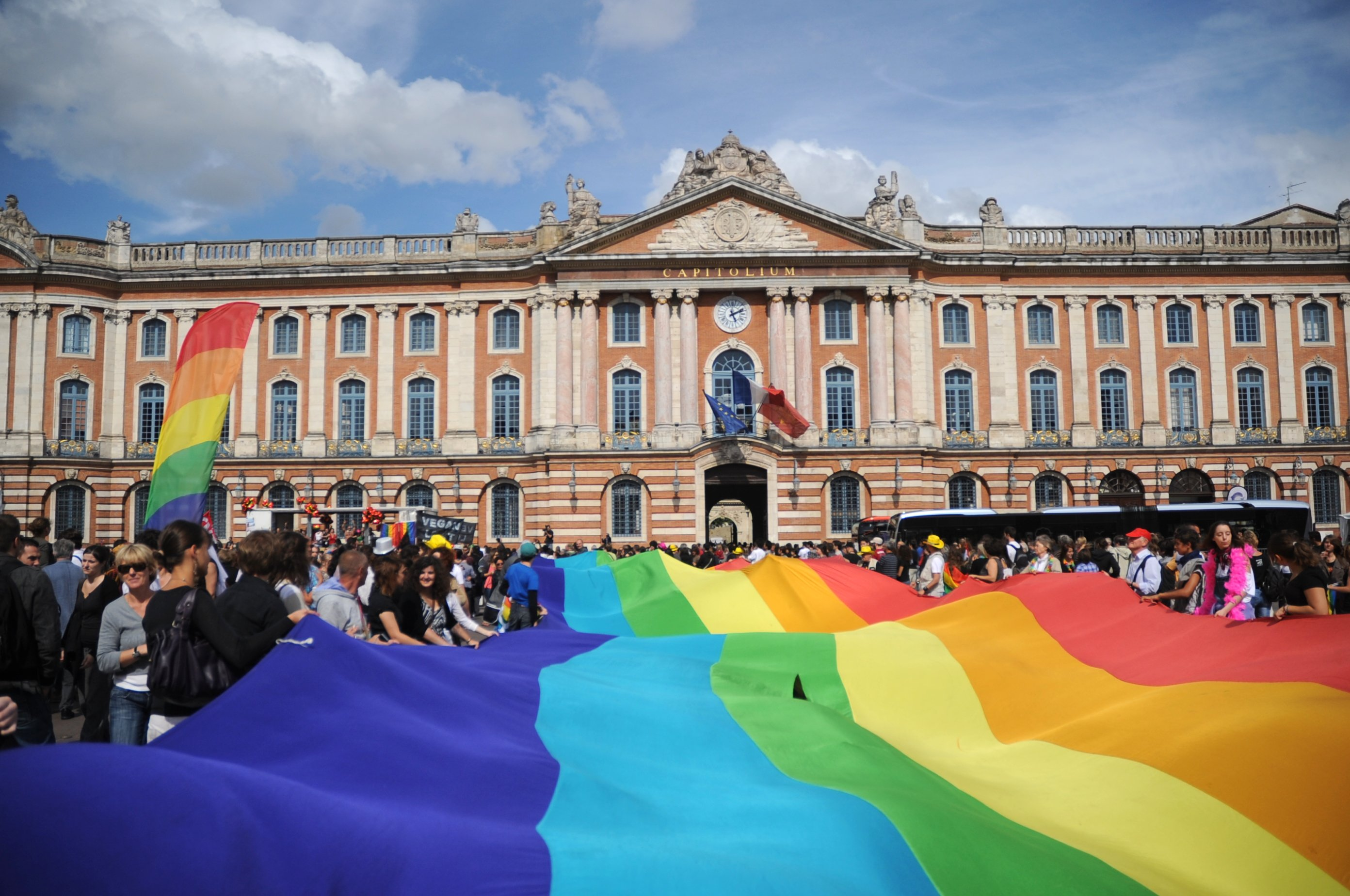
Parada dumy w Tuluzie, czerwiec 2011 r.

Ostatnie sondaże wykazały, że większość Francuzów popiera małżeństwa osób tej samej płci, a w 2013 roku inny sondaż wskazał, że 77% populacji Francji uważa, że homoseksualizm powinien być akceptowany przez społeczeństwo, co jest jednym z najwyższych wyników w 39 badanych krajach. Wiele publikacji wskazuje, że Paryż jest jednym z najbardziej przyjaznych gejom miast na świecie, a Le Marais, Quartier Pigalle i Bois de Boulogne mają kwitnącą społeczność LGBT.

## Prawo dotyczące czynności seksualnych osób tej samej płci

### Prawa sodomii
Przed rewolucją francuską sodomia była poważną zbrodnią. Jean Diot i Bruno Lenoir byli ostatnimi gejami spalonymi na stosie 6 lipca 1750 roku. Pierwsza rewolucja francuska zdekryminalizowała homoseksualizm, kiedy kodeks karny z 1791 r. nie wspomniał o prywatnych relacjach między osobami tej samej płci. Ta polityka dotycząca prywatnych zachowań seksualnych została zachowana w kodeksie karnym z 1810 r. i była przestrzegana w krajach i koloniach francuskich, które przyjęły kodeks. Mimo to homoseksualizm i cross-dressing były powszechnie postrzegane jako niemoralne, a osoby LGBT wciąż były przedmiotem nękania prawnego na mocy różnych przepisów dotyczących moralności i porządku publicznego. Niektóre osoby LGBT z regionów Alzacji i Lotaryngii, które zostały zaanektowane przez nazistowskie Niemcy w 1940 r., były prześladowane i zsyłane do obozów koncentracyjnych. Osoby LGBT były również prześladowane w ramach reżimu Vichy, mimo że nie było przepisów kryminalizujących homoseksualizm.

### Wyższy wiek zgody
Wiek zgody został wprowadzony 28 kwietnia 1832 roku. Ustalono go na 11 lat dla obu płci, a później w 1863 roku podniesiono do 13 lat. 6 sierpnia 1942 r. rząd Vichy wprowadził do kodeksu karnego dyskryminujące prawo: artykuł 334 (przeniesiony do artykułu 331 w dniu 8 lutego 1945 r. przez Rząd Tymczasowy Republiki Francuskiej), który podniósł wiek przyzwolenia na stosunki homoseksualne do 21 lat i 15 lat dla stosunków heteroseksualnych. W 1974 r. wiek 21 lat został następnie obniżony do 18 lat, który stał się wiekiem pełnoletniości. Ustawa ta obowiązywała do 4 sierpnia 1982 r., kiedy została uchylona za prezydenta François Mitterranda w celu zrównania wieku zgody na 15 lat, pomimo głośnego sprzeciwu Jeana Foyera we Francuskim Zgromadzeniu Narodowym.

### Publiczne obnażanie
Mniej znane dyskryminujące prawo zostało przyjęte w 1960 r., wprowadzając do kodeksu karnego (art. 330, 2 alinea) klauzulę, która podwoiła karę za nieprzyzwoite obnażenie na aktywność homoseksualną. Nakaz ten miał na celu powstrzymanie stręczycielstwa. Klauzula przeciwko homoseksualizmowi została przyjęta na życzenie Parlamentu w następujący sposób:
Zarządzenie to zostało przyjęte przez władzę wykonawczą po tym, jak Parlament upoważnił ją do podjęcia środków ustawodawczych przeciwko narodowym plagom, takim jak alkoholizm. Paul Mirguet, poseł do Zgromadzenia Narodowego, uznał, że homoseksualizm jest również plagą, i dlatego zaproponował poprawkę podrzędną, znaną zatem jako poprawka Mirgueta, zobowiązującą rząd do wprowadzenia środków przeciwko homoseksualizmowi, która została przyjęta.
Artykuł 330 alinea 2 został uchylony w 1980 r. Jako część aktu redefiniującego kilka przestępstw seksualnych.

## Ochrona prawna przed dyskryminacją
W 1985 roku uchwalono ustawodawstwo krajowe zakazujące dyskryminacji ze względu na orientację seksualną w zatrudnieniu, mieszkalnictwie i innych publicznych i prywatnych świadczeniach usług i towarów. W lipcu 2012 r. Francuski parlament dodał „tożsamość seksualną” do chronionych podstaw dyskryminacji we francuskim prawie. Wyrażenie „tożsamość seksualna” było używane jako synonim „tożsamości płciowej” pomimo krytyki ze strony ILGA-Europe, która mimo wszystko uważała to za ważny krok. W dniu 18 listopada 2016 r. Nowa ustawa zmieniła artykuł 225-1 francuskiego kodeksu karnego i zastąpiła „tożsamość seksualną” terminem „tożsamość płciowa”.

Rozdział 2 kodeksu pracy (w języku francuskim: Code du travail) brzmi następująco:
Żadnej osoby nie można wykluczyć z procesu rekrutacji ani z możliwości odbycia stażu lub szkolenia w firmie, żadnego pracownika nie można ukarać, zwolnić ani poddać środkom dyskryminacyjnym, bezpośrednim lub pośrednim, [...] z tytułu pochodzenia, płci, moralności, orientacji seksualnej, tożsamości płciowej, wieku, sytuacji rodzinnej lub ciąży, cech genetycznych, sytuacji ekonomicznej, przynależności lub braku przynależności, prawdziwej lub przypuszczalnej, przynależności do grupy etnicznej, narodu lub rasy, poglądów politycznych, związku zawodowego lub działalności wzajemnej, przekonań religijnych, wyglądu fizycznego, nazwiska, miejsca zamieszkania, stanu zdrowia, utraty autonomii lub niepełnosprawności lub używania języka innego niż francuski.
W 2004, po próbie spalenia żywcem geja Sebastiana Noucheta przez skrajnie prawicowe ugrupowania, wprowadzono zaostrzony wymiar kar i zakazano wypowiedzi homofobicznych.
Francuski zakaz dyskryminacji obowiązuje także w Gujanie Francuskiej, na Gwadelupie i Martynice.
Francuskie prawo zawiera również przepisy przyznające prawo azylu przez wzgląd na orientację seksualną. Przepisy te, co prawda, nie mówią wprost o orientacji seksualnej, ale przyznaje się go osobom homoseksualnym w ramach „ochrony rodziny”.

### Dyskryminacja w szkołach
W marcu 2008 r. Xavier Darcos, minister edukacji, ogłosił politykę zwalczania wszelkich form dyskryminacji, w tym homofobii, w szkołach. Był to jeden z 15 narodowych priorytetów edukacyjnych na rok szkolny 2008–2009. Fédération Indépendante et Démocratique Lycéenne (FIDL; Niezależna i Demokratyczna Federacja Licealistów) – pierwszy związek uczniów szkół średnich we Francji - również rozpoczął kampanie przeciwko homofobii w szkołach i wśród młodzieży.
W styczniu 2019 roku Ministerstwo Edukacji rozpoczęło nową kampanię mającą na celu zwalczanie prześladowania osób LGBT w szkołach. Kampania o nazwie Tous égaux, tous alliés (wszyscy równi, wszyscy sojusznicy) pomaga uczniom w dostępie do usług zgłaszania zastraszania, ustanowiła linię pomocy dla uczniów i pracowników oraz wymaga, aby wszystkie francuskie szkoły udzielały wskazówek dotyczących kwestii LGBT. Międzynarodowy Dzień Przeciw Homofobii (17 maja) będzie również szczególnym dniem promującym akcje uczulające.
W lutym 2019 roku doniesiono, że Francja używa słów „rodzic 1” i „rodzic 2” zamiast „matka” i „ojciec” w formularzach zgłoszeniowych, aby zapisać dzieci do szkół. Spowodowało to powszechne oburzenie wśród konserwatystów we Francji, mimo że zarówno małżeństwa osób tej samej płci, jak i adopcja LGBT są legalne w tym kraju od sześciu lat.
W marcu 2019 roku minister szkolnictwa wyższego Frédérique Vidal ogłosiła, że chce, aby wszystkie uczelnie używały preferowanych imion osób transpłciowych, w tym na legitymacjach studenckich, formularzach egzaminacyjnych itp.

## Uznanie związków osób tej samej płci
Od 1993 Francja uznaje konkubinaty, przyznając parom tylko kilka praw.
Francja w 1999 zalegalizowała związki partnerskie (PACS), przyznając parom hetero- i homoseksualnym część praw z tych, jakie mają małżeństwa. Związek taki nie daje możliwości adopcji dzieci przez pary tej samej płci. Prawo to obowiązuje także w Gujanie Francuskiej.
W ciągu pięciu lat od wejścia w życie ustawy swój związek zalegalizowało ponad 130.000 par. Francuska statystyka nie rozgranicza, jakiego typu są to związki (hetero- czy homoseksualne), ale szacuje się, że 60% związków zarejestrowanych w Paryżu to pary homoseksualne. W ciągu tych pięciu lat wyrejestrowało swój związek 12% par (to znacznie mniej niż zwykłe małżeństwa). Według spisu powszechnego, we Francji istnieje 4.500.000 par żyjących w nieformalnym związku; par jednopłciowych nikt nie liczył.
Socjaliści i Zieloni zapowiedzieli, że jeśli wygrają wybory we Francji, to zalegalizują małżeństwa homoseksualne. Projekt odpowiedniej ustawy pojawił się w połowie 2004.
W tym kraju pary homoseksualne wychowują około 200 tys. dzieci.

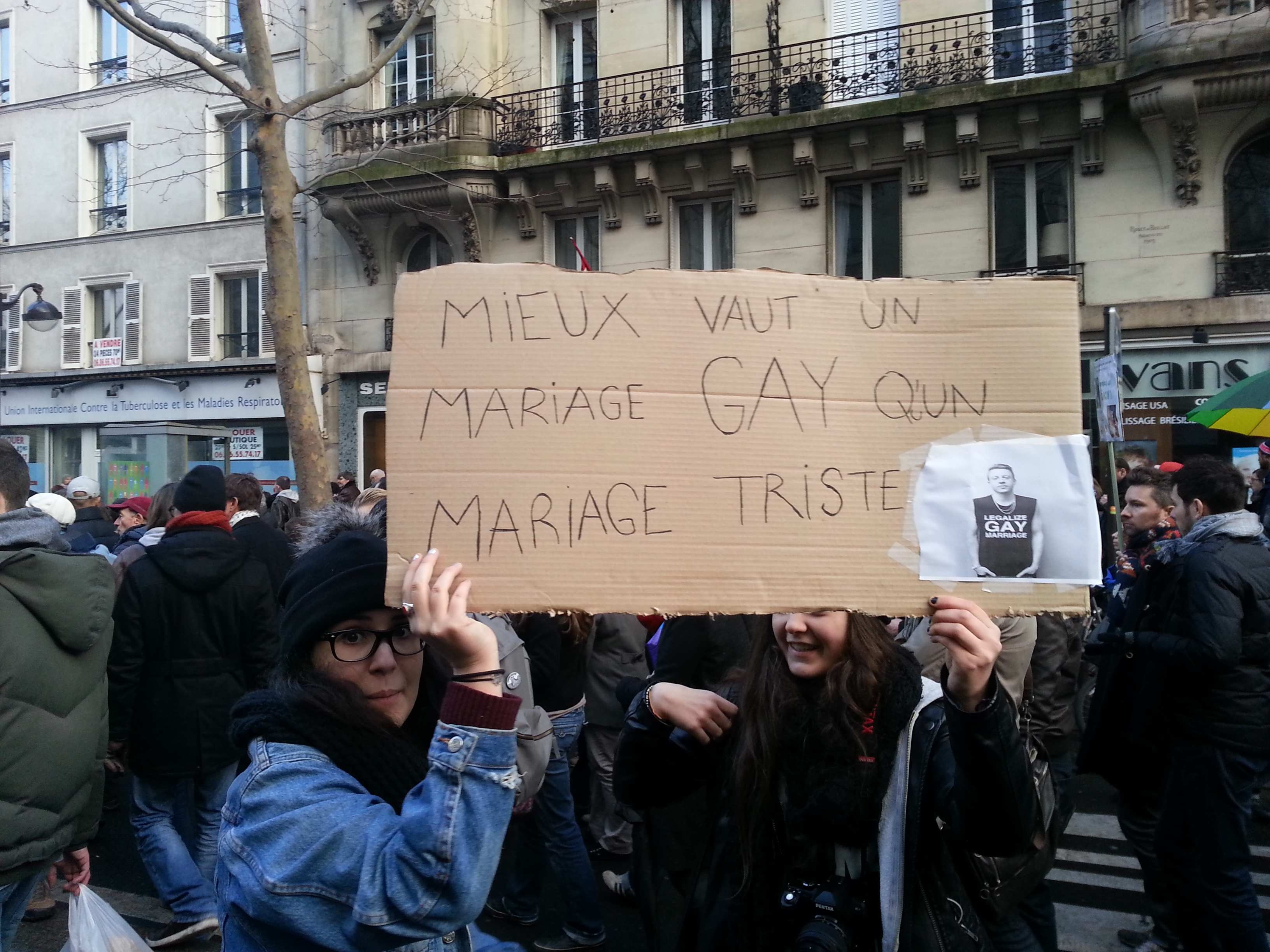
Transparent z napisem "Mieux vaut un mariage gay qu'un mariage triste" („lepsze małżeństwo homoseksualne niż smutne”), styczeń 2013 r., Paryż

W 2004 roku francuski sąd uznał dwie kobiety, żyjące ze sobą w związku homoseksualnym, za prawnych rodziców trójki dzieci urodzonych przez jedną z nich dzięki sztucznemu zapłodnieniu.
Gabinet Nicolasa Sarkozy’ego przygotowywał nowelizację ustawy o związkach partnerskich pozwalającą osobom homoseksualnym na adopcję dzieci. Jako prawni opiekunowie, będą mieć status podobny do biologicznych dziadków. Ustawa miała trafić pod obrady parlamentu we wrześniu 2007 roku.

### Prawo małżeńskie
Od 18 maja 2013 małżeństwa osób tej samej płci są we Francji uznawane i udzielane na tych samych zasadach, jak małżeństwa osób płci przeciwnej. 29 maja tego samego roku, w Montpellier, w związek małżeński wstąpili pierwsi w historii Francji nowożeńcy tej samej płci: dwóch mężczyzn.

## Życie osób LGBT w kraju
Francuzi, podobnie jak większość Europejczyków, należą do liberalnych i tolerancyjnych społeczeństw. Według sondażu Pew Global Attitudes Project z 2002 roku, 77% Francuzów akceptuje homoseksualizm.
Według sondażu Eurobarometr wykonanego na zlecenie UE w 2006 roku, 48% Francuzów popiera legalizację małżeństw homoseksualnych, a 35% nadanie praw adopcyjnych osobom tej samej płci. Natomiast według sondażu Ipsos z 2006 roku, 62% Francuzów popiera legalizację małżeństw homoseksualnych.
W innych badaniach 65% ankietowanych Francuzów zadeklarowało, że osoby homoseksualne powinny mieć takie same prawa jak osoby heteroseksualne. Z opinią, że homoseksualizm jest czymś „nienormalnym”, zgadza się 31% Francuzów; przeciwnego zdania jest 61%.
| Poparcie Francuzów wobec:                      | Za | Przeciw |
| ---------------------------------------------- | -- | ------- |
| Małżeństw homoseksualnych (2006)               | 62 | 37      |
| Adopcji dzieci przez pary homoseksualne (2006) | 35 | 65      |

Źródło (2006).. angus-reid.com. [zarchiwizowane z tego adresu (2009-04-13)].
13 stycznia 2013 r. przez ulicę Paryża przeszła manifestacja, której uczestnicy protestowali przeciwko przyjęciu projektu ustawy, dzięki której możliwe będzie zawieranie małżeństw oraz adoptowanie dzieci przez pary homoseksualne. Projekt ustawy został przyjęty przez rząd francuski 7 listopada, zaś parlament ma ją rozpatrywać 29 stycznia. Według organizatorów w manifestacji wzięło udział około 800 tys. osób, zaś policja mówi o liczbie 340 tys.
We Francji funkcjonuje duża scena gejowska. Najwięcej lokali znajduje się w stolicy – Paryżu, najprawdopodobniej czwartej, po Londynie, Berlinie i Amsterdamie, najliczniejszej scenie gejowskiej w Europie. Ponadto działają tam liczne organizacje LGBT, wydawane są publikacje i organizowane parady w stolicy oraz w takich miastach, jak Lille, Lyon, Marsylia, Strasburg, Bordeaux, Reims czy Tuluza. W ubiegłym roku coroczna parada gejów i lesbijek w Paryżu zgromadziła 500-700 tysięcy uczestników. Terytoria zależne dysponują niewielką, liczącą po kilka lokali, sceną gejowską. We Francji funkcjonuje kanał telewizyjny o tematyce homoseksualnej.
Chociaż Francja to w większości (51-64%) kraj katolicki, religia w tak
zlaicyzowanym społeczeństwie nie ma znaczącego wpływu na negatywne postrzeganie osób homoseksualnych. Homofobia, w tym agresja wobec mniejszości seksualnych, jest coraz częściej okazywana przez społeczność muzułmańską (Arabowie i Turcy) zamieszkującą kraj.

## Oddawanie krwi
Kurenda z Generalnej Dyrekcji Zdrowia (20 czerwca 1983) u szczytu epidemii HIV zakazała mężczyznom, którzy uprawiają seks z mężczyznami (MSM), oddawania krwi. Została jednak odwołana dekretem ministerialnym z dnia 12 stycznia 2009
W dniu 3 kwietnia 2015 r. deputowany z partii UMP Arnaud Richard przedstawił poprawkę przeciwko wyłączeniu MSM, która ostatecznie została przyjęta jeszcze w tym samym miesiącu.
W listopadzie 2015 roku minister zdrowia Marisol Touraine ogłosiła, że geje i biseksualiści we Francji mogą oddawać krew po 1 roku abstynencji seksualnej. Polityka ta została wdrożona i weszła w życie 10 lipca 2016 r. W lipcu 2019 r. Minister zdrowia Agnès Buzyn zapowiedział, że od 2 kwietnia 2020 r. okres odroczenia zostanie skrócony do czterech miesięcy abstynencji.

## Służba w wojsku
Lesbijki, homoseksualiści, biseksualiści i osoby transpłciowe mogą otwarcie służyć we Francuskich Siłach Zbrojnych.

## Tabelka podsumowująca
| Legalna aktywność seksualna osób tej samej płci                                      | (od 1791)                                                                                   |
| Homoseksualizm przestaje być postrzegany jako choroba                                | (od 1981)                                                                                   |
| Równy wiek zgody                                                                     | (od 1982)                                                                                   |
| Przepisy antydyskryminacyjne w zatrudnieniu                                          | (od 1985)                                                                                   |
| Przepisy antydyskryminacyjne w zakresie dostarczania towarów i usług                 | (od 1985)                                                                                   |
| Uznanie związków osób tej samej płci                                                 | (od 1999)                                                                                   |
| Dalsze przepisy antydyskryminacyjne (w tym dyskryminacja pośrednia, mowa nienawiści) | (od 2004)                                                                                   |
| Przepisy antydyskryminacyjne dotyczące tożsamości płciowej                           | (od 2012)                                                                                   |
| Małżeństwa osób tej samej płci                                                       | (od 2013)                                                                                   |
| Adopcja pasierba/pasierbicy przez pary tej samej płci                                | (od 2013)                                                                                   |
| Wspólna adopcja przez pary tej samej płci                                            | (od 2013)                                                                                   |
| Mężczyźni mający kontakty seksualne z mężczyznami mogą oddawać krew                  | (od 2020 r., czteromiesięczna abstynencja)                                                  |
| Dostęp do in vitro dla par lesbijek                                                  | (w oczekiwaniu)                                                                             |
| Automatyczne rodzicielstwo na aktach urodzenia dzieci par tej samej płci             | (w oczekiwaniu)                                                                             |
| Zakaz terapii konwersyjnej nieletnich                                                | (w oczekiwaniu)                                                                             |
| Komercyjny surogat dla męskich par homoseksualnych                                   | (Komercyjny surogat jest nielegalny dla wszystkich par bez względu na orientację seksualną) |